# Michael P. Speidel
Michael Paul Speidel est un historien, épigraphiste et universitaire américain né le 25 mai 1937 à Pforzheim en Allemagne. Professeur émérite de l’université publique de Hawaï, il est considéré comme l’un des spécialistes mondiaux de l’armée romaine et de la guerre dans l’Antiquité,.

## Biographie
Michael Speidel obtient un doctorat d’histoire ancienne à l’université de Fribourg en 1962, grâce à une thèse portant sur les gardes à cheval de l’empereur romain aux IIe et IIIe siècles.
Il se transfère ensuite aux États-Unis, où il enseigne l’histoire antique à l’Université. En 1968, Michael Speidel devient associate professor à l’université d'Hawaï à Mānoa, avant de devenir professeur en titre. Il y a enseigné l’histoire de la Grèce antique, de Rome et du Proche-Orient, mais également celle des Empires espagnol et portugais. Il est membre de l’Institut archéologique allemand.
Michael Speidel a dédié un grand nombre de monographies et articles spécialisés (notamment dans Antiquités africaines) à l'armée romaine et à son épigraphie, mais ses recherches archéologiques l’ont également conduit à se tourner vers les champs eurasiatiques et la culture germanique antique.
Il est l’oncle de l’historien, épigraphiste et papyrologue suisse Michael Alexander Speidel (de).

## Publications
- Die Equites singulares Augusti: Begleit-truppe der römischen Kaiser des 2. und 3. Jahrhunderts, Bonn, R. Habelt, 1965
- Guards of the roman armies. An essay on the singulares of the provinces, Bonn, R. Habelt, 1978
- The Religion of Iuppiter Dolichenus in the Roman Army, Leyde, E.J. Brill, 1978
- Mithras-Orion. Greek Hero and Roman Army God, Leyde, E. J. Brill, 1980
- Roman Army Studies, Amsterdam, Stuttgart,1982-1992
- Die Denkmäler der Kaiserreiter. Equites singulares Augusti, Cologne, Rheinland-Verlag, 1994
- Riding for Caesar: the Roman emperors' horse guards, Londres, B.T. Batsford, 1994
- Ancient Germanic Warriors: Warrior Styles from Trajan’s Column to Icelandic Sagas, Londres, Routledge, 2004
- Emperor Hadrian's speeches to the African army: a new text, Mayence, Verlag des Römisch-Germanischen Zentralmuseums, 2006
- Dawn of Japan : emperor Jimmu with his gods and warriors on third-century bronze mirrors, Wiesbaden, Reichert, 2010 (avec Tomoko Fukushima)